# 카비르 베디
카비르 베디(Kabir Bedi, 1946년 1월 16일 ~ )는 인도의 배우, 텔레비전 진행자이다.

## 출연 작품
- 모헨조 다로 (2016)
- 스캔들러스 (2016)
- 딜발레 (2015)
- 차크라비유 (2012)
- 아라바안 (2012)
- 야라 오 딜다라 (2011)
- 카이츠 (2010)
- 테이크 3 걸스 (2006)
- 타지 마할 - 이터널 러브 스토리 (2005)
- 내가 여기 있잖아 (2004)
- 더 히어로: 러브 스토리 오브 어 스파이 (2003)
- 아니타 & 미 (2002)
- 몽키 킹 (2001)
- 카마수트라 2 - 몬순 (1998)
- OP 센터 (1995)
- 레드 이글 (1994)
- 머신 건(영어판) (1992)
- 사막의 정복자 (1991)
- 정글의 신비 (1990)
- 비스트 (1988)
- 비앤비 (1987)
- 카운터포스 (1987)
- 위험한 컴퓨터 게임 (1986)
- 007 옥터퍼시 (1983)
- 다이너스티 (1981)
- 아샨티 (1979)
- 원 라이프 투 리브 (1968)